# Saison 4 de Shameless
Chronologie
Saison 3 Saison 5
Cet article présente le guide des épisodes de la quatrième saison de la série télévisée américaine Shameless.

## Synopsis
Les Gallagher vont une fois de plus faire face au froid cruel de l'Hiver à Chicago et attendre le destin médical de Frank, leur patriarche constamment aviné. Avec l'aînée, Fiona ancrée dans un poste et une relation stable, et Lip fraîchement diplômé à l'université, il semble que le bonheur et le rêve américain seraient à porter de main des Gallagher. Mais Ian manque toujours à l'appel, Debbie et Carl doivent gérer leurs hormones adolescentes et leurs voisins Kev et Veronica ont une fertilité rutilante. Les moyens de s'en sortir se font rares lorsque vous êtes fauché.

## Distribution

### Acteurs principaux
- William H. Macy : Frank Gallagher
- Emmy Rossum : Fiona Gallagher
- Jeremy Allen White : Philip « Lip » Gallagher
- Cameron Monaghan : Ian Gallagher
- Emma Kenney : Debbie Gallagher
- Ethan Cutkosky : Carl Gallagher
- Shanola Hampton : Veronica Fisher
- Steve Howey : Kevin « Kev » Ball
- Noel Fisher : Mickey Milkovich
- Emma Greenwell : Mandy Milkovich
- Jake McDorman : Mike Pratt

### Acteurs récurrents
- James Allen McCune (en) : Matt[1]
- Danika Yarosh : Holly[1]
- Nick Gehlfuss : Robbie, frère de Mike Pratt[2]
- Brennan Kane Johnson and Blake Alexander Johnson as Liam Gallagher (12 episodes)
- James Allen McCune (en) : Matty Baker
- Michael Patrick McGill : Tommy
- Nichole Bloom : Amanda
- Isidora Goreshter : Svetlana Milkovich
- Kellen Michael : Chuckie
- Adam Cagley : Ron Kuzner
- Shel Bailey : Kenyatta
- Danika Yarosh : Holly Herkimer
- Nick Gehlfuss : Robbie Pratt
- Jim Hoffmaster : Kermit
- Morgan Lily : Bonnie
- Vanessa Bell Calloway : Carol Fisher
- Dennis Cockrum : Terry Milkovich
- Maile Flanagan (en) : Connie
- Lisa Vidal : Maria Vidal
- Alex Borstein : Lou Deckner
- Kerry O'Malley : Kate
- Harry Hamlin : Lloyd Lishman
- Tyler Jacob Moore : Tony Markovich

### Invités
- Jeffrey Dean Morgan : Charlie Peters [3]
- Joan Cusack : Sheila Jackson
- Emily Bergl : Samantha "Sammi" Gallagher [2]
- Regina King : Gail Johnson
- Justin Chatwin : Steve Wilton / Jimmy Lishman[4]
- Elizabeth Bond (VF : Sandra Parra) : Elena

## Liste des épisodes

### Épisode 1:Les plaisirs simples de la vie
- États-Unis /  Canada : 12 janvier 2014 sur Showtime[5] / The Movie Network[6]
- France : 31 août 2014 sur Canal+ Séries
- Belgique : 29 mai 2015 sur Be tv
- Québec : 5 janvier 2016 sur AddikTV

- États-Unis : 1,69 million de téléspectateurs[7] (première diffusion)

Liam a appris à parler et à marcher. L'adolescence de Debbie commençant, elle s'interroge sur son corps et sur les garçons.
Fiona a travaillé trois mois dans la même entreprise et sort à moitié avec son patron Mike, mais ils n'ont jamais eu de rapports sexuels. Sheila fait l'entretien et le nettoyage à la maison des Gallagher pour éviter d'être seule.
Lip est à la fac où il dort au dortoir du campus et travaille dans les cuisines. Il a du mal en cours. Frank est retrouvé par la police presque inconscient dans une maison de drogue et est laissé chez les Gallagher, avec Sheila et Carl.

### Épisode 2:Il était un foie
- États-Unis /  Canada : 19 janvier 2014 sur Showtime / The Movie Network
- France : 31 août 2014 sur Canal+ Séries
- Belgique : 29 mai 2015 sur Be tv
- Québec : 12 janvier 2016 sur AddikTV

- États-Unis : 1,60 million de téléspectateurs[8] (première diffusion)

Fiona commence à profiter des avantages de vivre la vie juste au-dessus du seuil de pauvreté mais a des problèmes de couple et souci avec un automobiliste.
Carl fait tout pour aider son père et fait tout ce qu'il lui demande. Quant à Debbie, elle rencontre un garçon.
Pendant ce temps, Lip a du mal à gérer ses cours et se rend compte qu'il va devoir travailler plus à la fac et a du mal avec les filles. Vee a des problèmes à cause de sa grossesse et en allant à l'hôpital, on lui dit qu'elle n'attend pas un seul enfant, mais trois.
On découvre que Stan a laissé le bar à Kev dans son testament, réalisant le rêve de celui-ci. Le fils de Stan passe un accord avec Kev : ce dernier lui donnera une somme d'argent chaque mois pour que Allan ne le conteste pas. Seulement le bar a de mauvais comptes.

### Épisode 3:Tel père, telle fille
- États-Unis /  Canada : 26 janvier 2014 sur Showtime / The Movie Network
- France : 7 septembre 2014 sur Canal+ Séries
- Belgique : 5 juin 2015 sur Be tv
- Québec : 19 janvier 2016 sur AddikTV

- États-Unis : 1,83 million de téléspectateurs[9] (première diffusion)

### Épisode 4:Recherche clients désespérément
- États-Unis /  Canada : 2 février 2014 sur Showtime / The Movie Network
- France : 7 septembre 2014 sur Canal+ Séries
- Belgique : 5 juin 2015 sur Be tv
- Québec : 26 janvier 2016 sur AddikTV

- États-Unis : 1,23 million de téléspectateurs[10] (première diffusion)

Frank découvre que la greffe dont il a besoin lui coûtera $ 150 000 et cherche à se blesser pour gagner de l'argent des assurances. Carl lui casse la jambe. Mickey empêche les prostituées russes de travailler tant qu'elles ne sont pas mieux payées. Lip arrive en retard à son examen et ne peut pas le passer, il est convoqué par le directeur. Lip s'énerve et quitte le campus. Lip retourne voir Mandy. Fiona continue de tromper Mike avec son frère, elle cède à chaque fois qu'elle le voit. Debbie veut à tout prix perdre sa virginité. Kev fait tout ce qu'il peut pour payer ses dettes.

### Épisode 5:Partie de branlette russe
- États-Unis /  Canada : 9 février 2014 sur Showtime / The Movie Network
- France : 14 septembre 2014 sur Canal+ Séries
- Belgique : 12 juin 2015 sur Be tv
- Québec : 2 février 2016 sur AddikTV

- États-Unis : 1,59 million de téléspectateurs[11] (première diffusion)

Fiona rompt avec Robbie. Des militaires rendent visite à Lip à la fac concernant Ian qui a usurpé son identité, Lip nie le connaitre. Lip essaie d'avoir des nouvelles de Ian. Fiona fait une fête avec la famille de Mike mais tout ne se passe pas comme prévu, Robbie dit à son frère qu'il couche avec Fiona. Sheila a une nouvelle relation avec un indien et s'occupe comme elle peut en passant beaucoup de temps chez les Gallagher. 

### Épisode 6:La maison des horreurs
- États-Unis /  Canada : 16 février 2014 sur Showtime / The Movie Network
- France : 14 septembre 2014 sur Canal+ Séries
- Belgique : 12 juin 2015 sur Be tv
- Québec : 9 février 2016 sur AddikTV

- États-Unis : 1,91 million de téléspectateurs[12] (première diffusion)

Fiona est en prison et Lip la blâme entièrement pour son manque de responsabilité. Franck est aussi à l'hôpital dû à son évanouissement dans sa hutte de sudation, le médecin lui dit qu'il en a plus pour longtemps s'il continue comme ça car il a une cirrhose et bien plus encore... Fiona rentre dans une prison pour femmes.  Sheila s'occupe de son nouveau copain indien et de ses neveux. Fiona réussit à passer un coup de fil à Lip pour prendre des nouvelles de Liam, en mauvais état. Pour récupérer Liam, il faut que Franck vienne le chercher car Fiona est en prison et Lip n'est pas son tuteur. Samantha veut en savoir plus sur sa mère et questionne Franck. Fiona passe devant le juge. Franck rentre dans un hospice pour les personnes qui se rapprochent de la mort mais ne veut pas rester. Debbie s'enfuit et part chez son copain pour trouver du réconfort. Kev et Lip cherchent Franck à tout prix. Fiona doit donner le nom de la personne qui lui a laissé la drogue chez elle mais refuse. Carl met le feu à la hutte de sudation, comme conseillé par Samantha. Carl a appelé Mike qui a payé la caution de Fiona pour la faire sortir. Sheila part rejoindre son ami dans sa réserve indienne pour ne pas rester seule chez elle. Debbie dort chez son copain, Math et va à l'hôpital pour la sortie de Liam. Fiona rentre chez elle. 

### Épisode 7:Assignée à l'indifférence
- États-Unis /  Canada : 23 février 2014 sur Showtime / The Movie Network
- France : 21 septembre 2014 sur Canal+ Séries
- Belgique : 19 juin 2015 sur Be tv
- Québec : 16 février 2016 sur AddikTV

- États-Unis : 1,89 million de téléspectateurs[13] (première diffusion)

Lip a du mal à parler à Fiona et lui en veut beaucoup, il emmène Liam avec lui à la fac pour le protéger, il est aidé par la copine de son colocataire. Fiona passe au tribunal pour son jugement, son avocate lui dit qu'elle doit plaider coupable. La tension est au maximum entre Lip et Fiona, qui veut tenter d'aller jusqu'au procès, ce que Lip ne lui conseille pas car elle est coupable. Kev se fait voler l'argent qu'il gagne avec la maison close par deux cambrioleurs. Samantha laisse Franck se droguer pour le soulager, mais il fait un malaise et Lip vire Samantha et son père de la maison. Quant à Vee, elle perd un de ses bébés.
Carl tabasse deux garçons de son collège qui se sont moqués de Liam. Mickey trouve Ian dans un bar en tant que danseur. Matt rompt avec Debbie et il veut rester ami avec elle. Carl fait un test pour voir si Liam est attardé.

### Épisode 8:Famille décomposée
- États-Unis /  Canada : 9 mars 2014 sur Showtime / The Movie Network
- France : 21 septembre 2014 sur Canal+ Séries
- Belgique : 19 juin 2015 sur Be tv
- Québec : 23 février 2016 sur AddikTV

- États-Unis : 1,78 million de téléspectateurs[14] (première diffusion)

La famille a toujours de gros problèmes d'argent. Fiona a la visite d'une conseillère qui vérifie toute la maison et vérifie si Fiona ne se drogue pas. Fiona fait le ménage dans toute la maison et jette des affaires à Debbie en rangeant sa chambre. Debbie s'énerve contre elle. Ian est chassé de la maison de Mickey par la femme de Mickey qui se sent menacée par la présence de Ian qui rentre du coup à la maison Gallagher. Svetlana accouche mais Mickey s'en fout.

### Épisode 9:Bonnie and Carl
- États-Unis /  Canada : 16 mars 2014 sur Showtime / The Movie Network
- France : 21 septembre 2014 sur Canal+ Séries
- Belgique : 26 juin 2015 sur Be tv
- Québec : 1er mars 2016 sur AddikTV

- États-Unis : 1,71 million de téléspectateurs[15] (première diffusion)

### Épisode 10:Il était un foie à Chicago
- États-Unis /  Canada : 23 mars 2014 sur Showtime / The Movie Network
- France : 28 septembre 2014 sur Canal+ Séries
- Belgique : 26 juin 2015 sur Be tv
- Québec : 8 mars 2016 sur AddikTV

- États-Unis : 1,63 million de téléspectateurs[16] (première diffusion)

### Épisode 11:Emily
- États-Unis /  Canada : 30 mars 2014 sur Showtime / The Movie Network
- France : 28 septembre 2014 sur Canal+ Séries
- Belgique : 3 juillet 2015 sur Be tv
- Québec : 15 mars 2016 sur AddikTV

- États-Unis : 1,76 million de téléspectateurs[17] (première diffusion)

### Épisode 12:La petite prison dans la prairie
- États-Unis /  Canada : 6 avril 2014 sur Showtime[18] / The Movie Network
- France : 28 septembre 2014 sur Canal+ Séries
- Belgique : 3 juillet 2015 sur Be tv
- Québec : 22 mars 2016 sur AddikTV

- États-Unis : 1,93 million de téléspectateurs[19] (première diffusion)

## Audiences aux États-Unis
| N° d'épisode | Titre original                                                 | Titre français                   | Chaîne   | Date de diffusion originale | États-Unis (en millions de téléspectateurs) |
| ------------ | -------------------------------------------------------------- | -------------------------------- | -------- | --------------------------- | ------------------------------------------- |
| 1            | Simple Pleasures                                               | Les plaisirs simples de la vie   | Showtime | 12 janvier 2014             | 1.69                                        |
| 2            | My Oldest Daughter                                             | Il était un foie                 | Showtime | 19 janvier 2014             | 1.60                                        |
| 3            | Like Father, Like Daughter                                     | Tel père, telle fille            | Showtime | 26 janvier 2014             | 1.83                                        |
| 4            | Strangers on a Train                                           | Recherche clients désespérément  | Showtime | 2 février 2014              | 1.23                                        |
| 5            | There's The Rub                                                | Partie de branlette russe        | Showtime | 9 février 2014              | 1.59                                        |
| 6            | Iron City                                                      | La maison des horreurs           | Showtime | 16 février 2014             | 1.91                                        |
| 7            | A Jailbird, Invalid, Martyr, Cutter, Retard and Parasitic Twin | Assignée à l'indifférence        | Showtime | 23 février 2014             | 1.89                                        |
| 8            | Love Springs Paternal                                          | Famille décomposée               | Showtime | 9 mars 2014                 | 1.78                                        |
| 9            | The Legend of Bonnie and Carl                                  | Bonnie and Carl                  | Showtime | 16 mars 2014                | 1.71                                        |
| 10           | Liver, I Hardly Know Her                                       | Il était un foie à Chicago       | Showtime | 23 mars 2014                | 1.63                                        |
| 11           | Emily                                                          | Emily                            | Showtime | 30 mars 2014                | 1.76                                        |
| 12           | Lazarus                                                        | La petite prison dans la prairie | Showtime | 6 avril 2014                | 1.93                                        |